# Polisportiva Forza e Coraggio 1944-1945
Questa pagina raccoglie le informazioni riguardanti la Polisportiva Forza e Coraggio nelle competizioni ufficiali della stagione 1944-1945.

## Stagione
Il campionato ebbe inizio il 24 dicembre del 1944. Vi presero parte Forza e Coraggio Avezzano, Pescara, Chieti, Vasto, Teramo, Lanciano, Giulianova, Pratola Peligna, Vis Penne, Popoli, Sagittario, Casauriense, Sulmona e L'Aquila. La squadra biancoverde si classificò terza alle spalle di Pescara e Chieti.